# Saint-Sorlin-de-Conac
 Saint-Sorlin-de-Conac  es una población y comuna francesa, situada en la región de Poitou-Charentes, departamento de Charente Marítimo, en el distrito de Jonzac y cantón de Mirambeau.

## Demografía
| 354 | 305 | 231 | 224 | 212 | 201 |
| Para los censos de 1962 a 1999 la población legal corresponde a la población sin duplicidades (Fuente: INSEE [Consultar]) |     |     |     |     |     |